# Cornelius E. Ryan

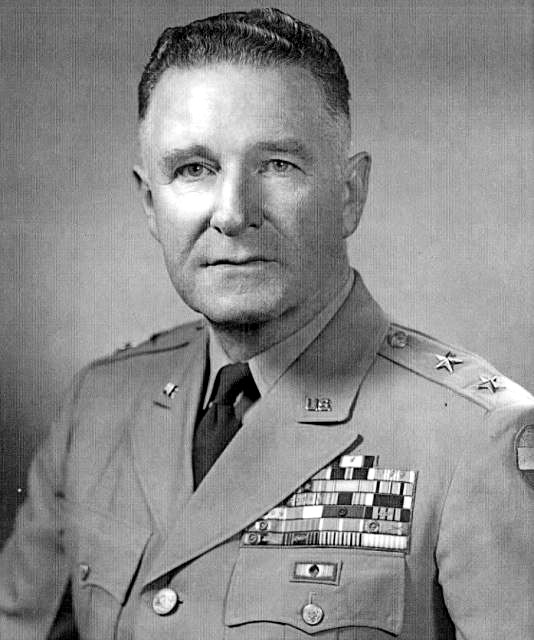
Cornelius E. Ryan (1952)

Cornelius Edward Ryan (* 12. Mai 1896 in Boston, Massachusetts; † 6. Juni 1972 in Menlo Park, San Mateo County, Kalifornien) war ein Generalmajor der United States Army.
Cornelius Ryan besuchte die öffentlichen Schulen seiner Heimat bis zur High School. Über das ROTC der University of Connecticut gelangte er im Jahr 1917 in das Offizierskorps des US-Heeres und diente als Leutnant der Infanterie. In der Armee durchlief er die Offiziersränge bis zum Zwei-Sterne-General.
Im Lauf seiner militärischen Laufbahn absolvierte Ryan verschiedene Kurse und Schulungen. Dazu gehörten unter anderem die Army Infantry School (1922), die Tank School (1923), das Massachusetts Institute of Technology, das französische Centre D'Études des Chars de Combat in Versailles (1927) und das Command and General Staff College (1939).
In den ersten Monaten seiner Dienstzeit wurde er in den Vereinigten Staaten für einen Einsatz im Ersten Weltkrieg ausgebildet. Im Juli 1918 wurde er mit dem 49. Infanterieregiment nach Frankreich ausgeschifft. Dort wurde er allerdings nicht an die Front geschickt, stattdessen war er mit Stabsaufgaben betraut. Dann nahm er an der Ausbildung der polnischen Blauen Armee teil. Zu einem Kampfeinsatz während des Ersten Weltkriegs kam er nicht.
Nach seiner Rückkehr in die Vereinigten Staaten versah er den für Offiziere seines Grades üblichen Dienst an verschiedenen Standorten. Dazwischen absolvierte er die oben erwähnten Schulen. Ryan war auch als Stabsoffizier eingesetzt. Zwischenzeitlich war er auch Dozent für Militärwissenschaft an der University of California in Berkeley. Im Jahr 1939 lehrte er auch an der Army Infantry School. Anschließend versah er erneut Aufgaben im Generalstab des Kriegsministeriums.
Nach dem amerikanischen Eintritt in den Zweiten Weltkrieg war Ryan zunächst mit Ausbildungsarbeiten befasst. Dann gehörte er der Stabsabteilung G3 (Operationen) der 3. Armee an, die damals noch in Fort Sam Houston stationiert war. Im Juni 1943 wurde er nach Europa verlegt, wo er später zum Stab der 12th Army Group gehörte. In der Folge nahm er an der Landung in der Normandie, der Abwehr der deutschen Ardennenoffensive und dem weiteren Vormarsch der Alliierten nach Deutschland teil.
Nach dem Ende des Kriegs gehörte Cornelius Ryan den amerikanischen Besatzungstruppen in Deutschland an, wo er im Stab der 15. Armee tätig war. Zwischen dem 14. Mai und dem 23. September 1947 kommandierte er die Berlin Brigade. Danach wurde er Stabschef beim V. Korps. Ab Oktober 1948 gehörte er dem Stab der 101. Luftlandedivision an. Im August 1950 übernahm er als Nachfolger von William R. Schmidt das Kommando über diese Division, das er bis zum Mai 1951 innehatte. Danach wurde er nach Südkorea versetzt, wo er während des dortigen Krieges die Leitung der Korean Military Advisory Group übernahm. Diese Position bekleidete er bis zum 14. Mai 1953. Anschließend kommandierte Ryan von Juli 1953 bis Mai 1954 die 9. Infanteriedivision. Das Hauptquartier der Division befand sich damals in Fort Dix in New Jersey. Gleichzeitig mit seinem Kommando über die 9. Infanteriedivision war Cornelius Ryan auch Kommandeur des Militärstandorts Fort Dix. Nachdem er sein Kommando an Donald Prentice Booth übergeben hatte, wurde die 9. Infanteriedivision nach Fort Carson in Colorado verlegt. In Fort Dix wurde diese Division durch die reaktivierte 69. Infanteriedivision ersetzt, deren Kommando Ryan übernahm und in Fort Dix verblieb. Dieses Kommando behielt er bis zum November 1955. Es folgte eine Versetzung nach Paris, wo er die dortige Military Assistance Advisory Group leitete. Auf diesem Posten blieb er bis zu seinem Ruhestand im Juni 1957.
Im Oktober 1957 wurde Cornelius Ryan von Präsident Dwight D. Eisenhower in die Kommission Presidents Committee on Governments Contracts berufen. Dabei gehörte es zu seinen Aufgaben Diskriminierungen bei der Vergabe von Regierungsaufträgen zu unterbinden. Später zog er nach Menlo Park in Kalifornien, wo er am 6. Juni 1972 nach längerer Krankheit verstarb. Er wurde auf dem amerikanischen Nationalfriedhof Arlington beigesetzt.

## Orden und Auszeichnungen
Cornelius Ryan erhielt im Lauf seiner militärischen Laufbahn unter anderem folgende Auszeichnungen:
- Army Distinguished Service Medal
- Legion of Merit
- Bronze Star Medal
- Army Commendation Medal
- World War I Victory Medal
- American Defense Service Medal
- American Campaign Medal
- European-African-Middle Eastern Campaign Medal
- World War II Victory Medal
- Army of Occupation Medal
- Korean Service Medal
- National Defense Service Medal
- Polish Cross for American Volunteers (Polen)
- Orden der Ehrenlegion (Frankreich)
- Croix de Guerre (Frankreich)
- Order of the British Empire (Großbritannien)
- Militär- und Zivildienst-Orden Adolphs von Nassau (Luxemburg)
- Kriegskreuz (Luxemburg)
- Orden Leopolds II. (Belgien)
- Kriegskreuz (Belgien)
- Orden von Oranien-Nassau (Niederlande)
- Tschechoslowakisches Kriegskreuz 1939
- Order of Military Merit (Südkorea)
- United Nations Korea Medal